# 제현
제현(본명: 문제현, 1999년 4월 20일 ~)은 대한민국 오메가엑스 멤버이자 남자 아이돌 가수이다.

## 학력
- 글로벌사이버대학교 방송연예학과 (재학)